# Nietoperek
Nietoperek (prononciation : [ɲɛtɔˈpɛrɛk]) est un village polonais de la gmina de Międzyrzecz dans le powiat de Międzyrzecz de la voïvodie de Lubusz dans l'ouest de la Pologne.
Il se situe à environ 7 kilomètres au sud de Międzyrzecz (siège de la gmina et de le powiat), 42 kilomètres au sud de Gorzów Wielkopolski (capitale de la voïvodie) et 52 kilomètres au nord de Zielona Góra (siège de la diétine régionale).

## Histoire
Avant 1945, ce village était dans l'arrondissement de Meseritz dans le Royaume de Prusse dans la province de Brandebourg sous le nom de Nipter . (voir Évolution territoriale de la Pologne)
De 1975 à 1998, le village appartenait administrativement à la voïvodie de Zielona Góra.

Depuis 1999, il appartient administrativement à la voïvodie de Lubusz